# Стіна Япета

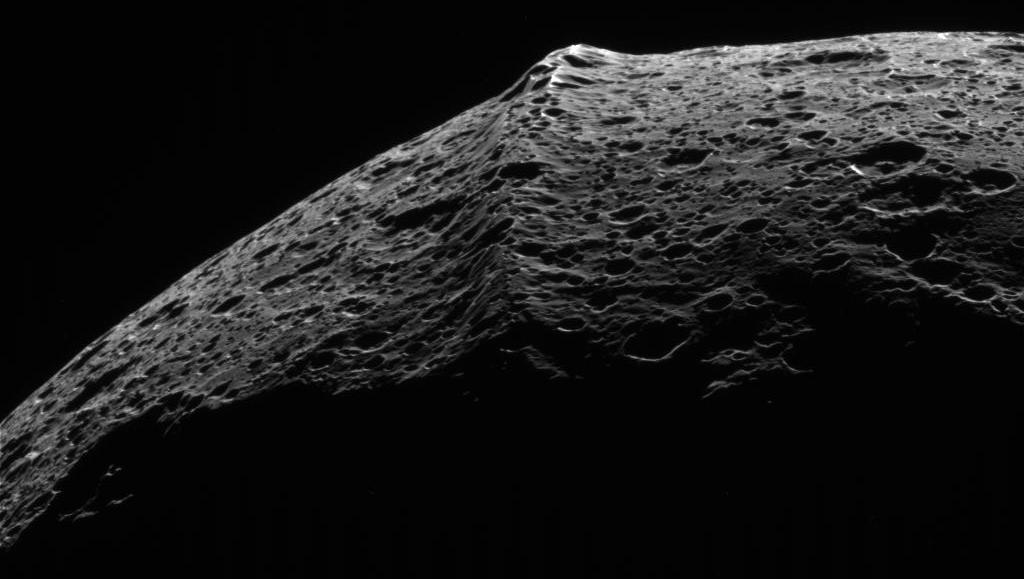
Стіна Япета

Стіна Япета — кільцевий гірський хребет, що оперізує по екватору супутник Сатурна Япет. Стіна має висоту до 13 км, до 20 км ширини і довжину 1,3 тис. км. Дана геологічна структура була відкрита космічним апаратом «Кассіні» 31 грудня 2004 року. На «світлій» стороні супутника яскраво виражений хребет відсутній, але зате є ряд віддалених один від одного гірських піків, що проходять також по лінії екватора.
Існує гіпотеза, що ці гори сформувалися в результаті опадання на поверхню супутника його кільця. Однак ця гіпотеза спростовується останніми знімками Япета, які вказують на тектонічне походження цього гірського хребта.
Дві версії виникнення загадкового кільцевого гірського хребта, свого роду «стіни», навколишнього супутника Сатурна — Япета — майже точно по екватору, детально прораховані вченими з США і Тайваню.
Тепер дві конкуруючі теорії оформилися і отримали якесь обґрунтування в розрахунках.
Першу гіпотезу відстоює Джулі Кастілло (Julie Castillo) з Лабораторії реактивного руху. За її викладками виходить, що «стіна» з'явилася на супутнику Сатурна через різке його, супутника, уповільнення обертання.
Відразу після формування цього космічного тіла, коли воно ще було гарячим і рідким, як вважає дослідниця, його період обертання становив менше 10 годин. У той час по екватору Япет мав у 1,5 рази більший діаметр, ніж по полюсах.
Тепер цей період дорівнює 80 дням. Зрозуміло, в такому уповільненні винні потужні припливні сили. За розрахунками Кастілло, досить швидке гальмування (зниження частоти обертання на один оборот за кожні 20 годин) призвело до швидкого стискання супутника, що охолоджувався, який став куди більш сферичним, ніж раніше, але на якому утворилася надмірна «кірка» в районі екватора.
Іншу версію обґрунтовує Вин Хуень Іп (Wing-Huen Ip) з Національного центрального університету Тайваню. Мова йде про падіння на Япет пилу і скельних уламків з кільця, що оточувало колись сам супутник (а не кілець Сатурна, зауважимо).
Походження такого кільця може бути різним. Воно могло залишитися з часу формування супутника. Також воно могло виникнути в результаті удару по молодому супутнику іншого великого тіла. У цьому випадку вийшло б кільце з уламків і ще — «супутник супутника», який пізніше покинув своє місце або також впав на поверхню.
За обчисленнями тайванського вченого, кільця падали досить повільно, щоб утворити гірський хребет, замість ланцюжка ударних кратерів.
Так чи інакше, вірність тієї чи іншої гіпотези можуть довести не комп'ютерні моделі, а, швидше, нові дані з місця.

## Ресурси Інтернета
- Смоделированы две теории таинственной стены Япета